# Televisión Rioja
Televisión Rioja (TVR) é uma televisão autonómica privada pertencente ao grupo Vocento que emite na região espanhola da Rioja. O canal iniciou as suas emissões em 1998 e atualmente realiza sete horas de produção centrada na atualidade regional.